# Chūmān
Chūmān (persiska: چومان) är en ort i Iran.   Den ligger i provinsen Kurdistan, i den nordvästra delen av landet, 500 km väster om huvudstaden Teheran. Chūmān ligger 907 meter över havet och antalet invånare är 251.
Terrängen runt Chūmān är kuperad österut, men västerut är den bergig. Chūmān ligger nere i en dal. Runt Chūmān är det ganska tätbefolkat, med 96 invånare per kvadratkilometer. Närmaste större samhälle är Kānī Sūr, 17,6 km nordost om Chūmān. Trakten runt Chūmān består i huvudsak av gräsmarker.